# Sicya macularia
Sicya macularia là một loài bướm đêm trong họ Geometridae.